# ملابس علوية قصيرة

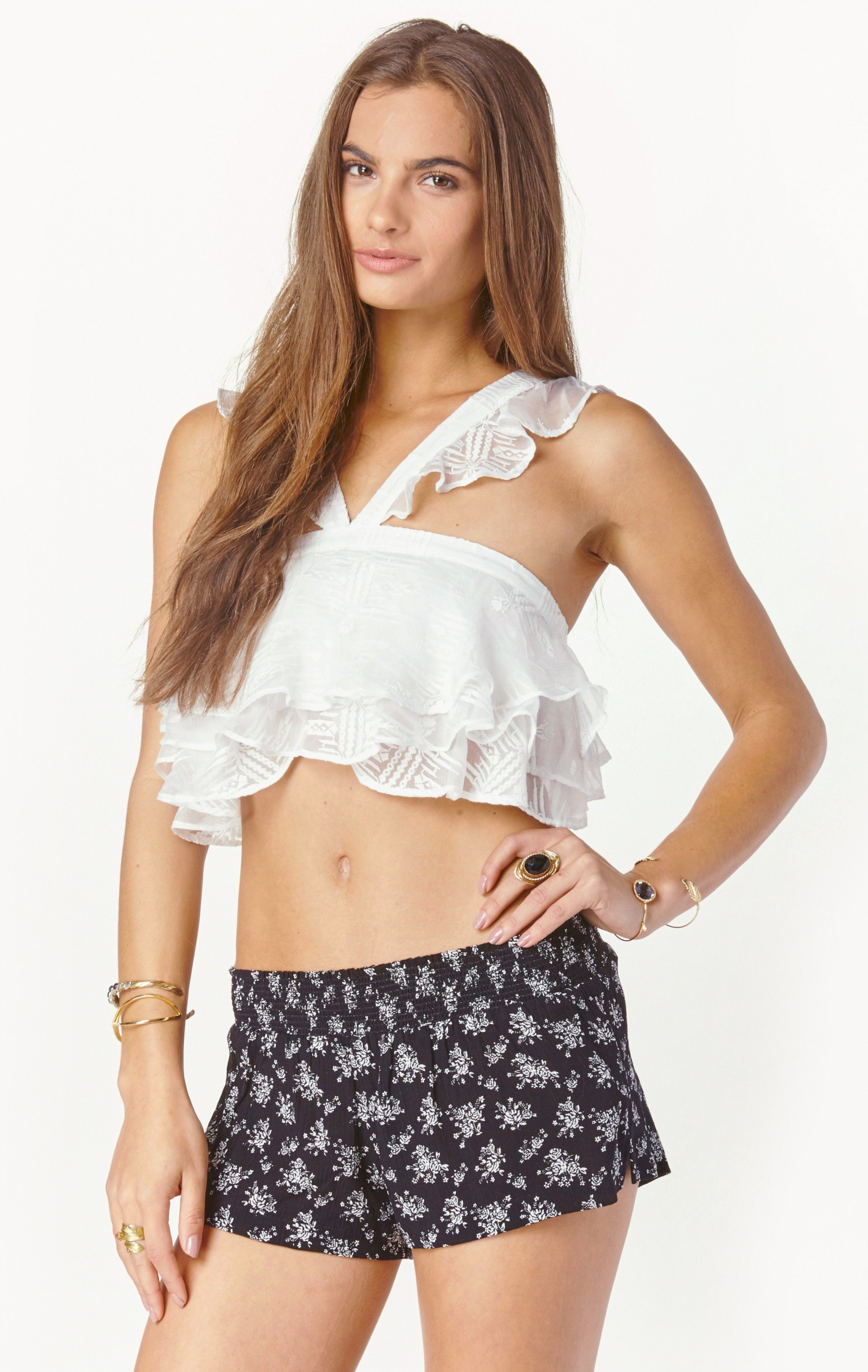
امرأة ترتدي ملابس علوية قصيرة بيضاء

الكروب توب، أو التوب القصير الواسع، هو موضة قديمة، لكنها عاودت الظهور من جديد، وتحولت من سترات موضة قديمة، إلى قطعة أساسية في خزانة ملابسك. وهو نوع من الملابس العلوية التي لا تغطي الجذع بالكامل بشكل ينكشف فيه الخصر والسرة ووسط الجسم. ترتدى الملابس العلوية القصيرة غالباً من الفتيات.

## معرض صور

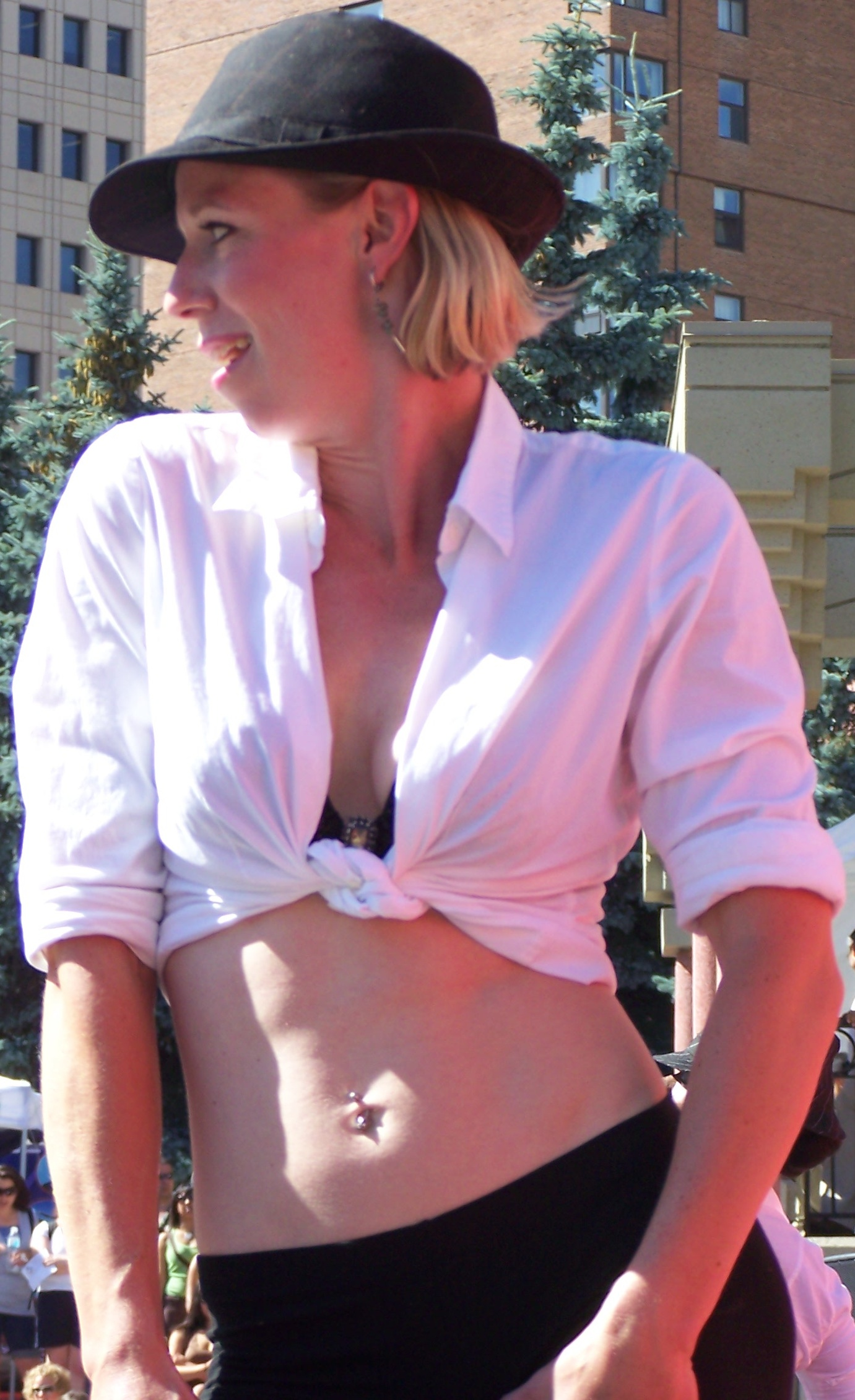
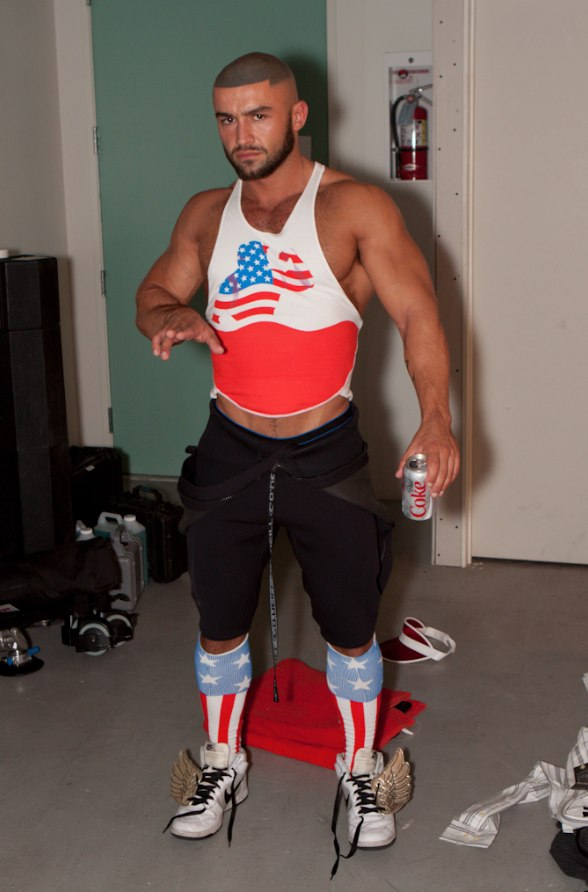
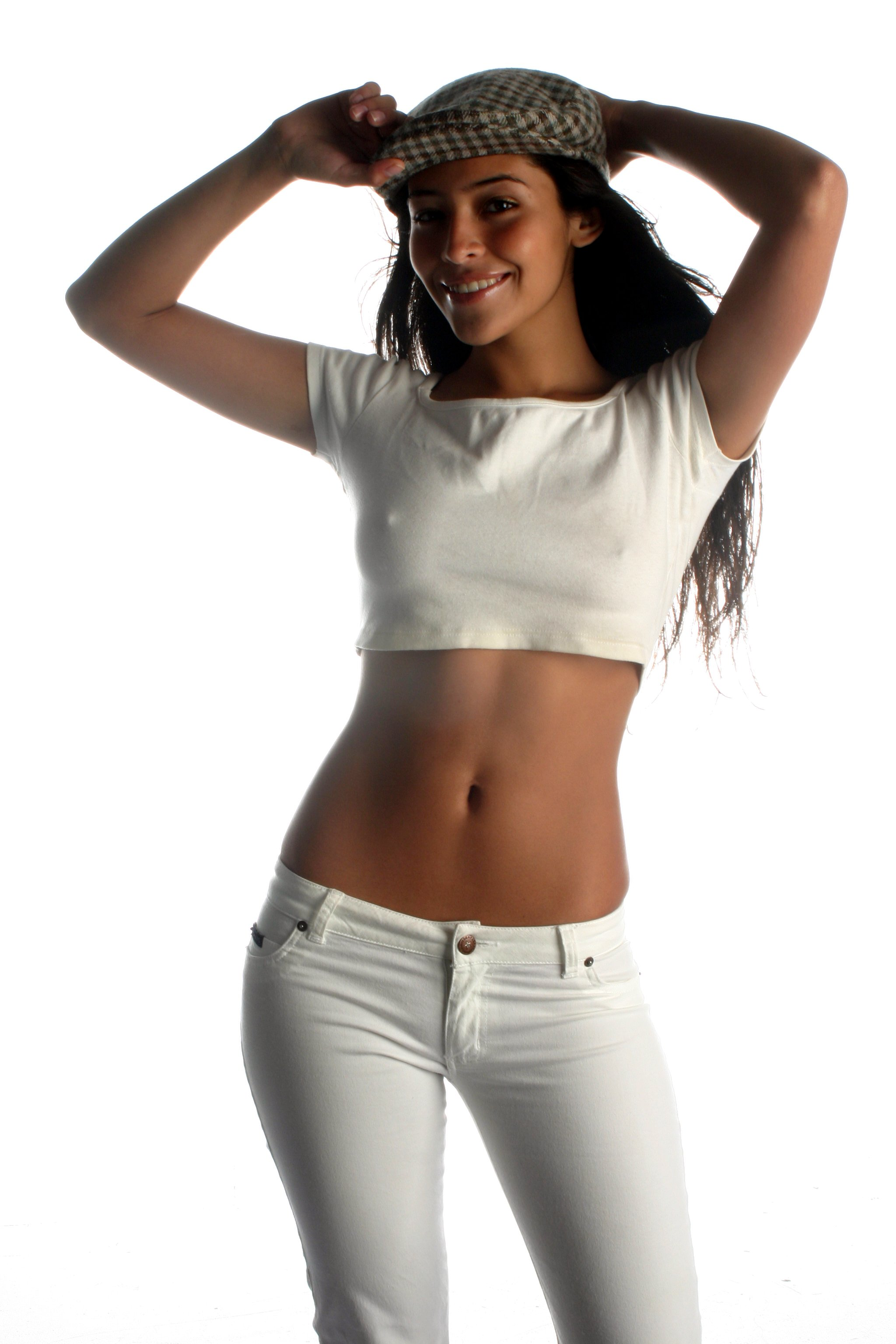